# Bailey Lakes
Bailey Lakes – wieś w USA, w stanie Ohio, w hrabstwie Ashland.
Liczba mieszkańców w 2010 roku wynosiła 371.